# 광주중앙고등학교
광주중앙고등학교(廣州中央高等學校)는 대한민국 경기도 광주시 역동에 있는 공립 고등학교이다.

## 학교 연혁
- 1942년 4월 1일 : 광주 공립 실수학교 개교
- 1952년 7월 9일 : 광주농업고등학교 개교(농업과 3학급)
- 1952년 9월 3일 : 초대 석성균 교장 부임
- 1971년 12월 30일 : 광주종합고등학교로 교명 변경
- 1997년 7월 10일 : 풍물놀이반 창단
- 2003년 9월 26일 : 경기도 지원 좋은 학교 선정
- 2006년 3월 1일 : 광주중앙고등학교로 교명 변경
- 2011년 9월 1일 : 청운관 신축
- 2021년 1월 12일 : 제67회 졸업(352명, 총 17,644명)
- 2021년 3월 1일 : 제23대 김진양 교장 부임

## 설치 학과
- 산업기계과
- 식품가공과
- 조경과
- 농업유통정보과
- 7차일반

## 참고 자료
- 광주중앙고등학교 - 한국교육학술정보원 학교알리미